# Odorheiu Secuiesc
Odorheiu Secuiesc (maďarsky Székelyudvarhely, německy Oderhellen, česky Sikulské Dvořiště[zdroj?]) je město v Rumunsku v župě Harghita, jedno z historických center Sikulska. Nachází se u břehu řeky Târnava Mare (zdrojnice řeky Târnavy), asi 50 km jihozápadně od města Miercurea Ciuc, 102 km severozápadně od Brašova a asi 274 km severozápadně od Bukurešti. V roce 2011 žilo ve městě 34 257 obyvatel, Odorheiu Secuiesc je tak druhým největším městem župy Harghita.
Naprostou většinu obyvatelstva (95,8 %) tvoří Maďaři, zatímco Rumuni tvoří pouze 2,6 % obyvatel. Polovina obyvatel vyznává římskokatolické křesťanství, 30,14 % obyvatel je součástí maďarské reformované církve, zbytek tvoří unitáři (14,71 %) a pravoslavná církev (2,54 %). Vzhledem k tomuto náboženskému rozkolu se ve městě nachází velké množství kostelů patřících obyvateli uznávaným církvím.